# Diahann Carroll
Diahann Carroll (Bronx, 17 de julho de 1935 - Los Angeles, 4 de outubro de 2019) foi uma atriz e cantora americana. Em sua carreira nos palcos, cinema e televisão, Carroll já foi indicada para um Óscar, venceu um Globo de Ouro e um Tony, tornando-se uma das atrizes afro-americanas mais aclamadas da crítica e do público.
Diahann Carroll nasceu como Carol Diahann Johnson no Bronx, na cidade de Nova Iorque. Ela era aluna da Escola de Artes de Manhattan junto a Billy Dee Williams. Sua família foi morar no Harlem quando ela tinha apenas um ano e meio de idade.

## Carreira

### Teatro
- Sunset Boulevard - Norma Desmond
- Agnes of God (1982) - Doctor Martha Livingstone
- No Strings (1962) - Barbara Woodruff
- House of Flowers (1954) - Ottilie

| - White Collar (2009-2013) - The Court (2002) - Livin' for Love: The Natalie Cole Story (2000) - Sally Hemings: An American Scandal (2000) - The Courage to Love (2000) - Jackie's Back! (1999) - Having Our Say: The Delany Sisters' First 100 Years (1999) - The Sweetest Gift (1998) - A Perry Mason Mystery: The Case of the Lethal Lifestyle (1994) - Sunday in Paris (1991) - Murder in Black and White (1990) - From the Dead of Night (1989) - Dynasty (1984-1987) - Sister, Sister (1982) - I Know Why the Caged Bird Sings (1979) - Roots: The Next Generations (1979) - The Star Wars Holiday Special (1978) - The Diahann Carroll Show (1976) - Death Scream (1975) - Julia (1968-1971) - Naked City 1962 - The Man in the Moon (1960) | - Eve's Bayou (1997) - Jirimpimbira: An African Folk Tale (1995) - Color Adjustment (1992) - The Five Heartbeats (1991) - Claudine (1974) - The Split (1968) - Hurry Sundown (1967) - Paris Blues (1961) - Goodbye Again (1961) - Porgy and Bess (1959) - Carmen Jones (1954) |

## Prêmios e indicações
Academy Awards (Oscar)
- 1975: Melhor atriz principal – Claudine (indicada)

Daytime Emmy Awards
- 1999: Melhor performance em um programa infantil – The Sweetest Gift (indicada)

Emmy Awards
- 1989: Melhor atriz convidada em um seriado cômico – A Different World (indicada)
- 1969: Melhor atriz principal em um seriado cômico – Julia (indicada)
- 1963: Melhor performance única por uma atriz em um papel principal – Naked City (indicada)

Golden Globes
- 1975: Melhor atriz principal em um filme de comédia ou musical – Claudine (indicada)
- 1970: Melhor atriz principal em um seriado de comédia ou musical – Julia (indicada)
- 1968: Melhor estrela feminina da televisão – Julia (vencedora)

## Morte
Carroll morreu de câncer de mama no dia 4 de outubro de 2019, aos 84 anos, em Los Angeles.